# Technology Happy Life
Technology Happy Life (ThL) е китайска компания от групата на Shenzhen Hongjiayuan Communication Technology Ltd. Тя е производител на смартфони с едноименна търговска марка.
Продава своите мобилни телефони пряко на потребителите, вместо да използва търговска мрежа или мобилен оператор като търговски посредник.
Освен в Китай фирмата продава смартофните си в мого други страни по целия свят, като Тайван, Индия, Русия, Съединени американски щати и Нигерия.